# Kaalkopkraaien
Picathartes (kaalkopkraaien) is een geslacht van zangvogels uit de familie Picathartidae.

## Kenmerken
Kaalkopkraaien hebben een lange staart en een kraaiachtige zwarte snavel en stevige poten en tenen. Ze zijn 39 tot 50 centimeter lang, dus vrij grote vogels met het formaat van een kauw. Het verenkleed van de witnekkaalkopkraai is donker van boven tot lichtgrijs en wit van onder. De kop is kaal (onbevederd) en geel gekleurd en er zijn twee zwarte vlekken aan de achterkant van de kop. De grijsnekkaalkopkraai is ook donker van boven en wit van onder en heeft ook een kale kop. Van voren is de kop echter lichtblauw en aan de achterkant heeft de kop een robijnrode kleur. De grijsnekkaalkopkraai heeft ook zwarte vlekken aan weerszijden op de achterkant van de kop. Verder is, zoals de naam al aangeeft, de grijsnekkaalkopkraai grijs op de hals en de bovenborst, terwijl de witnekkaalkopkraai daar wit is.

## Leefgewoonten
De kaalkopkraaien eten insecten, slakken en andere ongewervelden en kleine gewervelde dieren zoals kikkers en muizen. Ze zoeken al springend rotsige bosbodems af, waarbij ze tot een meter ver kunnen springen zonder de vleugels te gebruiken. Zij volgen vaak legers van trekmieren en vernietigen dan de hele kolonie.

## Voortplanting
Kaalkopkraaien broeden vaak in kleine kolonies van twee tot zeven paar, maar soms ook afzonderlijk. Het komvormige nest wordt gebouwd van modder of klei aan de wanden van grotten of overhangende rotsen. Met plantenvezels en grassen wordt de nestwand versterkt. Van binnen is het nest bekleed met vezels en grassen. In de nesten worden twee eieren gelegd, die worden 20 tot 22 dagen bebroed.

## Verspreiding
Er zijn twee soorten die allebei leven in tropische regenwouden van West- en Midden-Afrika. De witnekkaalkopkraai (Picathartes gymnocephalus) in Guinee en Sierra Leone tot in Togo. De grijsnekkaalkopkraai (Picathartes oreas) komt voor in het zuiden van Kameroen tot in het noorden van Nigeria. In Ghana wordt de witnekkaalkopkraai beschermd omdat de soort bedreigd wordt door ontbossing en illegale vangsten.

## Soorten
Het geslacht kent de volgende soorten:
- Picathartes gymnocephalus – Witnekkaalkopkraai
- Picathartes oreas – Grijsnekkaalkopkraai